# Wadi el-Dschos

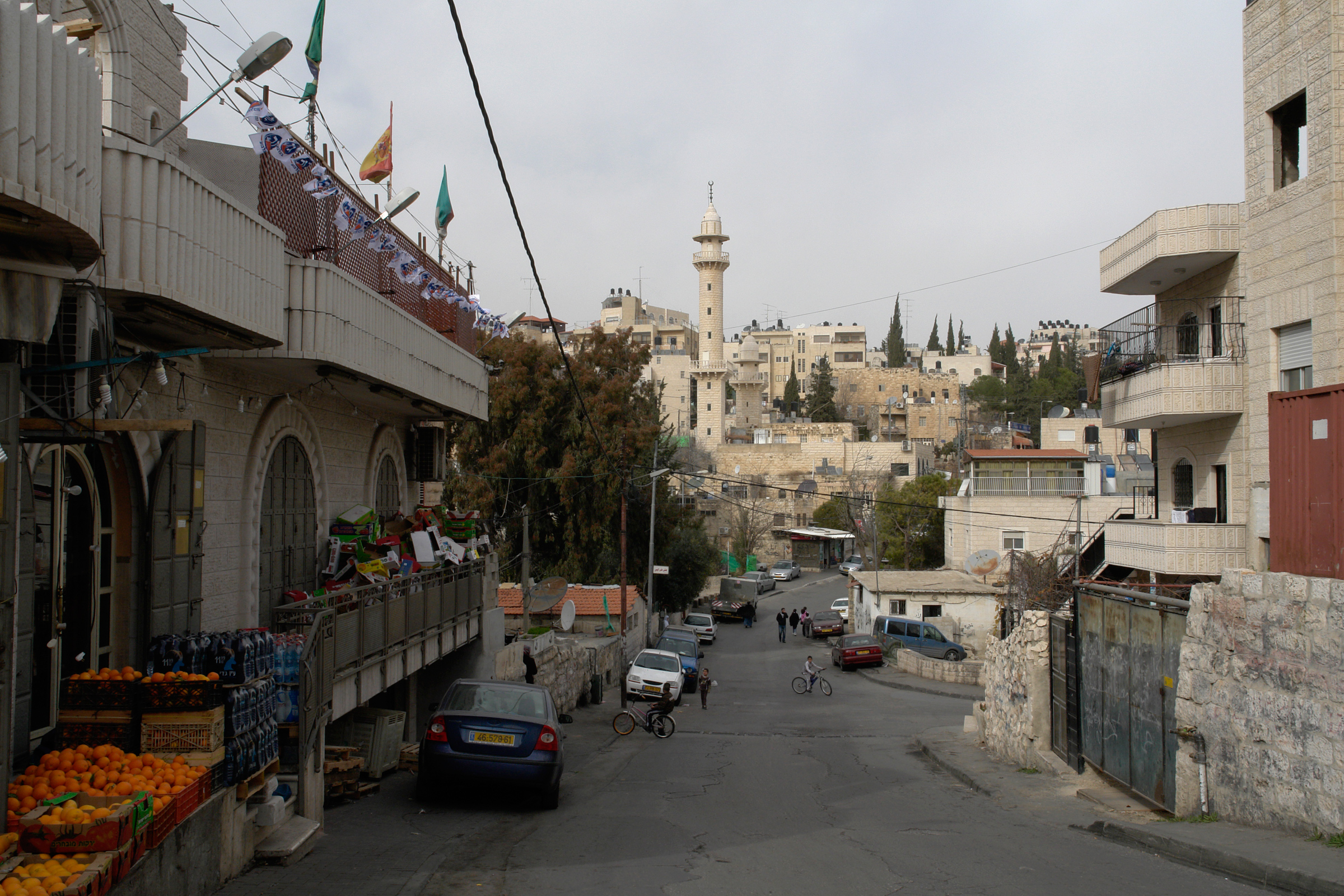
Straße in Wadi Joz

Wadi el-Dschos (arabisch وادي الجوز Wadi al-Dschauz, DMG Wādī al-Ǧauz ‚Tal der Walnüsse‘, auch Wadi Joz) ist ein arabischer Stadtteil in Ostjerusalem. Es liegt an der Spitze des Kidrontals, nördlich der Altstadt und östlich von Scheich Dscharrah. Wadi el-Dschos hat etwa 13.000 Bewohner und liegt 750 m über dem Meer.
Das Viertel entstand im späten 19. Jahrhundert außerhalb des Herodestors, als wohlhabende arabische Familien dort ihre Sommerhäuser bauten. In den frühen 1900er Jahren wurde dort ein Öllager und Distributionszentrum angelegt. 1939 wurde die Hauptmoschee des Stadtteils, die Abdin-Moschee, erbaut. Später kam noch die Hedschazi-Mosche dazu.
Im Jahre 2007 wurde ein Nachbarschaftsverein gegründet, um lokale Dienstleistungen und die Infrastruktur zu fördern.

## Bekannte Bewohner
- Faisal al-Husaini